# Margaret Mary Butler

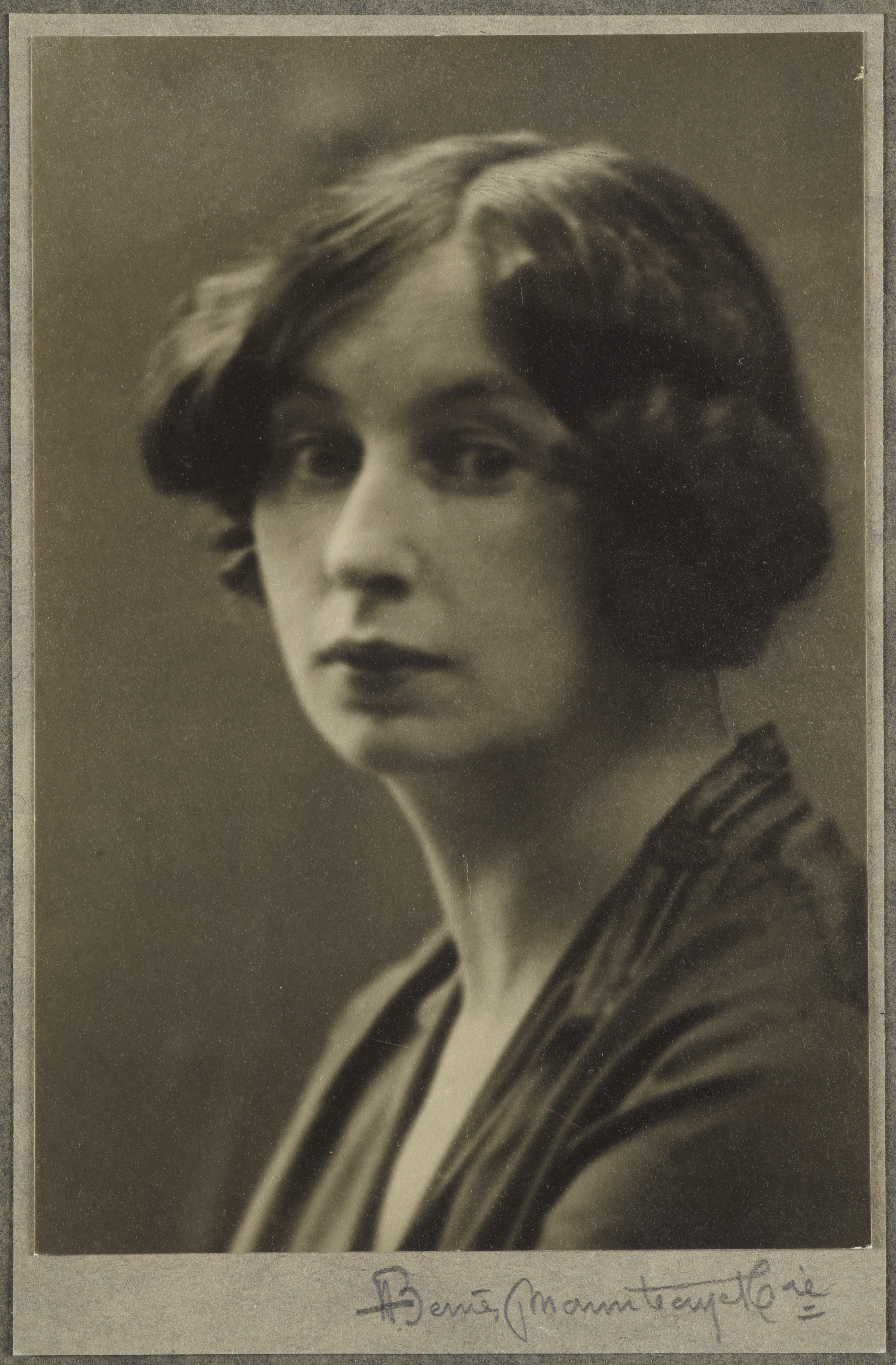
Margaret Mary Butler
(Datum unbekannt)

Margaret Mary Butler (* 30. April 1883 in Greymouth, Neuseeland; † 4. Dezember 1947 in Wellington, Neuseeland) war eine neuseeländische Aquarellistin und eine der ersten bedeutenden Bildhauerin Neuseelands.

## Frühes Leben
Margaret Mary Butler wurde am 30. April 1883 als jüngste von vier Kindern der Eheleute Mary Delaney und Edward Butler in Greymouth geboren. Ihre Eltern waren irischer Abstammung und ihr Vater war von Beruf Ingenieur. Als ihr Vater im August 1884 verstarb, zog ihre Mutter mit ihren Geschwistern nach Wellington. Dort wurde ihre Mutter eine wohlhabende Hotelbesitzerin. Margaret besuchte in der Stadt das St. Mary's Convent und anschließend die Wellington Technical School, wo sie Bildhauerei studierte.
Margaret war zunächst der Aquarellmalerei zugetan, doch die Bildhauerei schien ihre Berufung zu sein. Sie studierte 1908 Bildhauerei an dem Wellington Technical College und hatte ihre erste Ausstellung mit der New Zealand Academy of Fine Arts im Jahr 1906. weitere sollten folgen. Ihre Schwester Mary stand ihr stets zur Seite, moralisch als auch physisch, denn Margaret war durch eine Verkrüppelung an einem Fuß gehandicapt.

## Reise nach Europa
Margaret hielt sich von 1923 bis 1934 in Europa auf. Eines ihrer wenigen erhaltenen frühen Werke aus der Zeit, eine Gipsbüste, die William Hall-Jones (um 1920) darstellt, wurde 1924 bis 1925 auf der British Empire Exhibition in Wembley, London, ausgestellt und ist heute im Museum of New Zealand Te Papa Tongarewa zu finden.
Während ihrer Zeit in Europa reiste sie nach Paris, in die Bretagne, nach Rom, Wien und nach Biskra in Algerien. 1924 traf sie in Nizza die neuseeländische Malerin Frances Hodgkins. Weiteres von dem Treffen ist lieder nicht überliefert. Während ihrer Reise traten bei Margaret gesundheitliche Probleme auf, die sie daran hinderten, ihre Bildhauerei fortzusetzen. Doch 1926 kam sie mit dem Bildhauer Antoine Bourdelle in Kontakt. Er nahm Margaret als Studentin auf und machte es möglich, dass sie 1927 drei ihrer Werke im Salon des Tuileries in Paris ausstellen konnte. Auch stellte sie Werke auf dem Salons der Société des Artistes Français und dem Société nationale des beaux-arts sowie noch an anderen Orten aus. Im Juli 1933 folgte einer ihre Einzelausstellung in der Galerie Hébrard in Paris besuchte. Obwohl ihre Bronzebüste Das blinde Mädchen 1935 in der Royal Academy of Arts in London gezeigt wurde, konnte sie wegen finanzieller Probleme für sich keine Ausstellung in der Stadt organisieren.

## Zurück in Neuseeland
1934 kehrte Margaret nach Neuseeland zurück. Die Zeitschrift Art veröffentlichte einen Artikel, der ihre Leistungen würdigte und auch über ihre berühmten Bekanntschaften schrieb. Sie eröffnete ihr Studio in Wellington und noch im Juli des Jahres konnte sie daraufhin eine Einzelausstellung in der New Zealand Academy of Fine Arts realisieren, die vom Generalgouverneur Neuseelands, Charles Bathurst, 1. Viscount Bledisloe eröffnet wurde.
In der Folgezeit widmete sich Margaret mit ihren Werken der Māori-Kultur und schuf Büsten von bekannten Personen maorischer Abstammung, doch ihre angeschlagene Gesundheit hinderte sie daran, monumentale Skulpturen zu schaffen. Keramikskulpturen in kleinem Maßstab waren die Folge. Margaret zog mit ihrer Schwester von Wellington nach Rotorua, wo ihre Schwester im Oktober 1943 starb. Sie selbst  verstarb am 4. Dezember 1947 im Lewisham Hospital in Wellington an Krebs. Premierminister Peter Fraser und der katholische Erzbischof von Wellington, Thomas O'Shea, folgten ihrem Sag bei ihrer Beerdigung. Den Inhalt ihres Ateliers hatte Margaret der Academy of Fine Arts vermacht, die diesen im Jahr 1950 der National Art Gallery übergab. Margaret gilt als eine der ersten bedeutenden Bildhauerin Neuseelands.

Arbeiten von Margaret Mary Butler
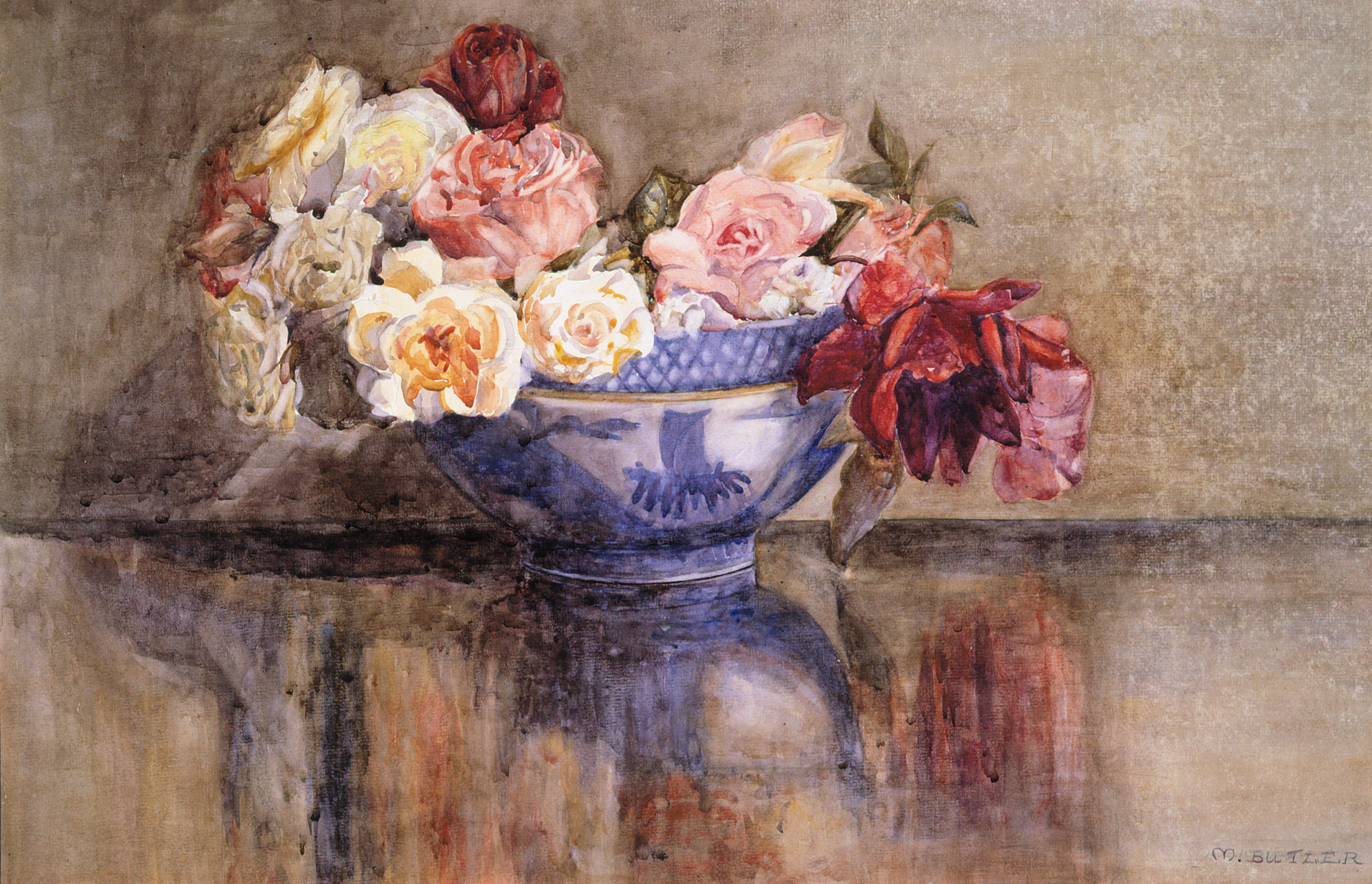
Aquarell (zwischen 1940 und 1947)
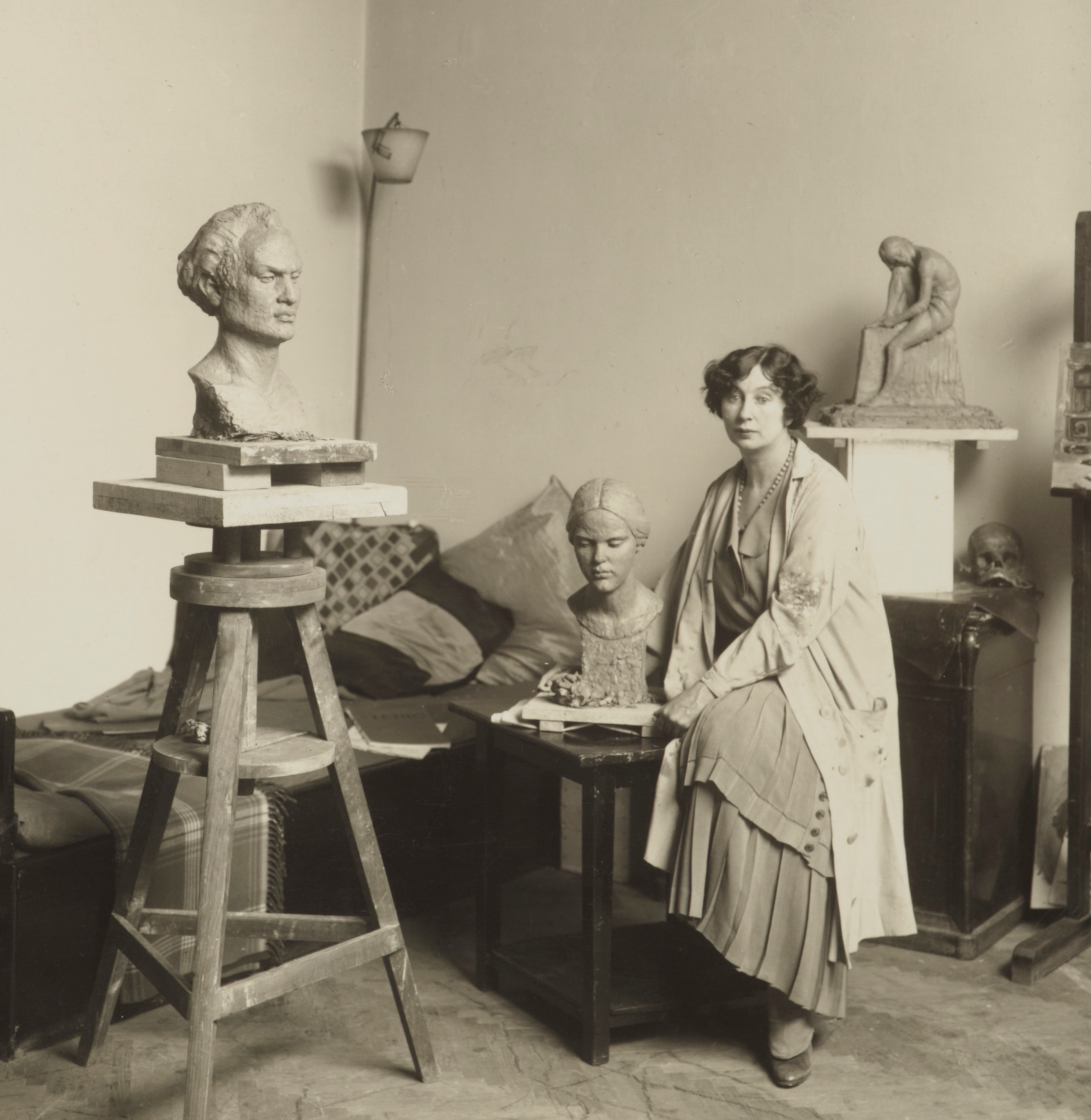
In ihrem Studio (Datum unbekannt)
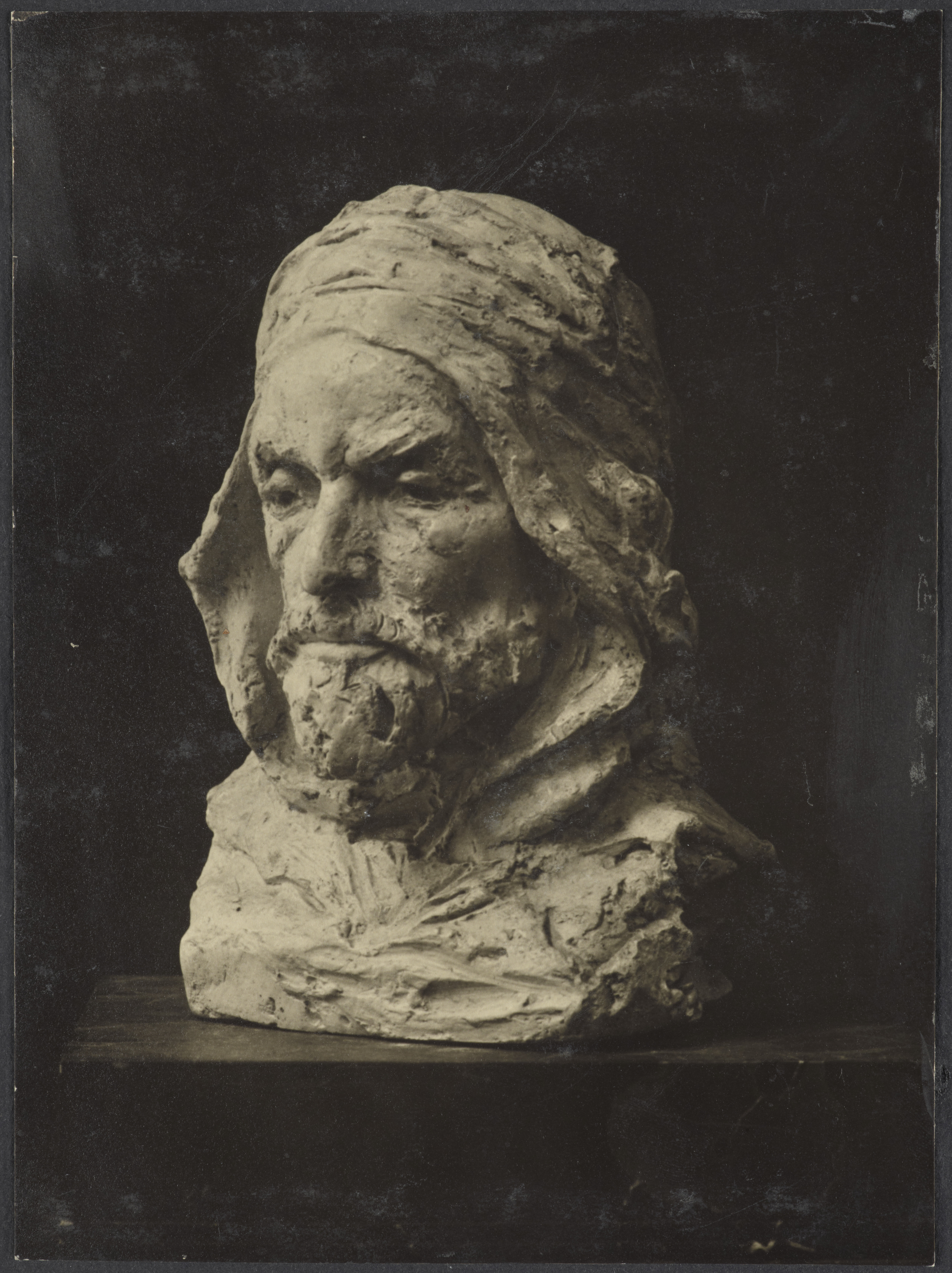
Kopf eines Arabers (1927)
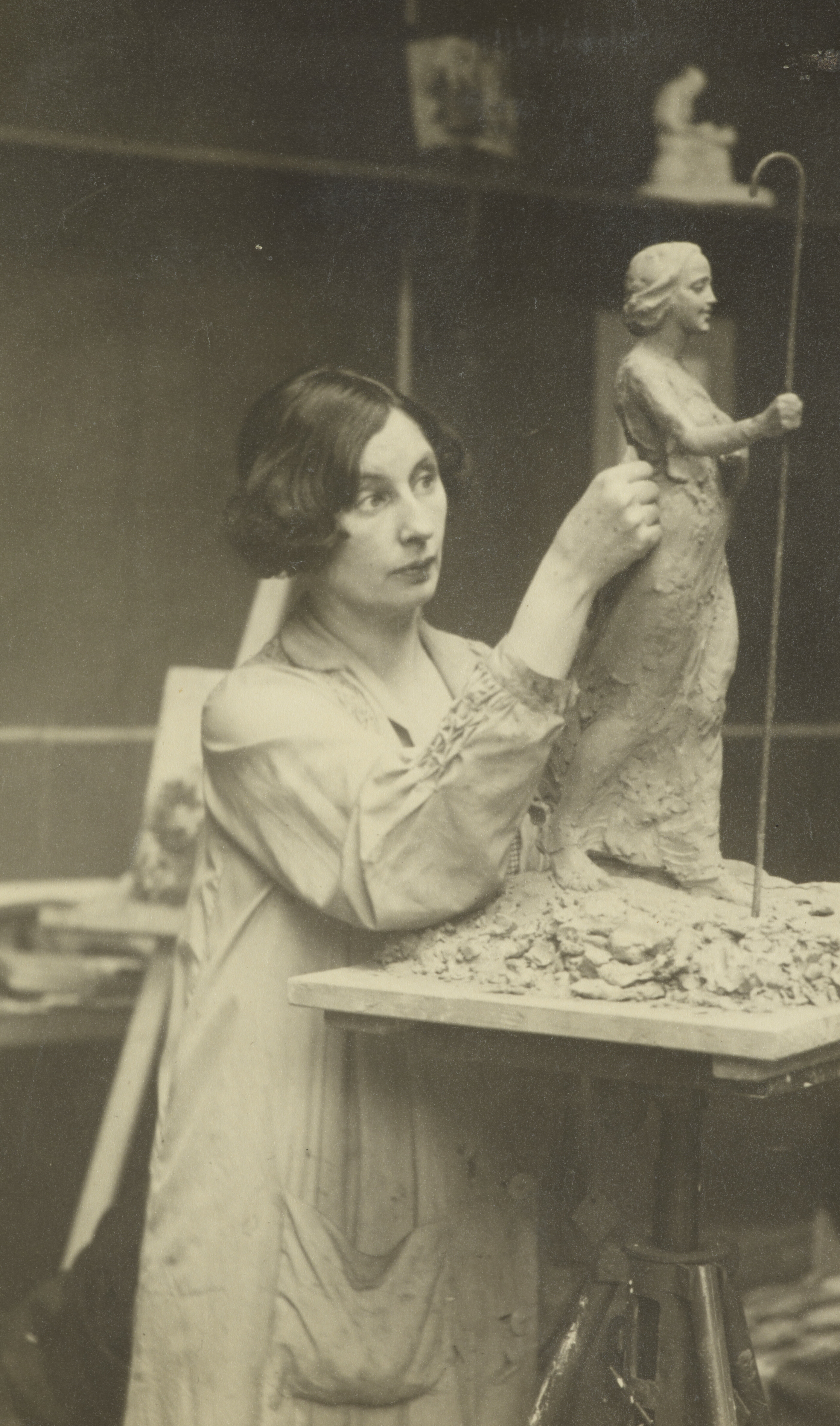
Margaret Mary Butler bei ihrer Arbeit (1930)